# Кохей Камеяма
Кохей Камеяма (яп. 亀山 耕平, Kohei Kameyama, нар. 28 грудня 1988, Префектура Міяґі, Японія) — японський гімнаст. Учасник Олімпійських ігор в Токіо, Японія. Чемпіон світу у вправі на коні, срібний призер чемпіонату світу  в командній першості. Спеціаліст вправи на коні.

## Спортивна кар'єра
Мати займалась спортивною гімнастикою, тому запропонувала відвідувати секцію, коли Кохею виповнилось шість років.

#### 2016
Коли не зміг кваліфікуватися на Олімпійські ігри в Ріо-де-Жанейро (Бразилія), оголосив про завершення спортивної кар'єри.

#### 2019
Принято рішення здійснювати відбір на Олімпійські ігри в Токіо, Японія, через серію етапів кубка світу зі спортивної гімнастики.

#### 2021
На останньому кваліфікаційному на Олімпійські ігри етапі кубка світу в Досі, Катар, у вправі на коні завершив змагання з третім результатом, поступившись основному конкуренту з Ірану Заідрезі Кейхові. За підсумками серії етапів зміг набрати 80 очок та розділити другу сходинку з представником Ірану Заідрезою Кейхою. Через правило "одного спортсмена від країни" в ході тайбрейку переможець виду китайський гімнаст Хао Венг поступився співвітчизнику Ю Гао, таким чином володаря олімпійської ліцензії на коні визначав тайбрейк між Кейхою та Заідрезою. Набравши однакову кількість очок (80) та однакову суму місць (1+2+3=6), переможця визначила сума балів за три найкращі етапи, де з перевагою в 0,100 бала здобув перемогу Кохей та став володарем особистої ліцензії на Олімпійські ігри в Токіо, Японія.

## Результати на турнірах
| Рік  | Змагання              | КБ | ІБ | Вільні вправи | Кінь | Кільця | Опорний стрибок | Паралельні бруси | Перекладина |
| ---- | --------------------- | -- | -- | ------------- | ---- | ------ | --------------- | ---------------- | ----------- |
| 2013 | Чемпіонат світу       |    |    |               | 1    |        |                 |                  |             |
| 2014 | Чемпіонат світу       | 2  |    |               |      |        |                 |                  |             |
| 2017 | Чемпіонат світу       |    |    |               | 17   |        |                 |                  |             |
| 2018 | Кубок світу. Мельбурн |    |    |               | 4    |        |                 |                  |             |
| 2018 | Кубок виклику. Копер  |    |    |               | 1    |        |                 |                  |             |
| 2018 | Кубок виклику. Париж  |    |    |               | 4    |        |                 |                  |             |
| 2019 | Кубок світу. Баку     |    |    |               | 1    |        |                 |                  |             |
| 2019 | Кубок світу. Доха     |    |    |               | 2    |        |                 |                  |             |
| 2019 | Кубок світу. Котбус   |    |    |               | 14   |        |                 |                  |             |
| 2020 | Кубок світу. Мельбурн |    |    |               | 3    |        |                 |                  |             |
| 2021 | Кубок світу. Доха     |    |    |               | 3    |        |                 |                  |             |
|      | Олімпійські ігри      |    |    |               | 5    |        |                 |                  |             |